# Poneridia quadrinotata
Poneridia quadrinotata is een keversoort uit de familie bladkevers (Chrysomelidae). De wetenschappelijke naam van de soort werd in 1890 gepubliceerd door Thomas Blackburn.